# Alopecosa volubilis
Alopecosa volubilis este o specie de păianjeni din genul Alopecosa, familia Lycosidae, descrisă de Yoo, Kim și Tanaka în anul 2004. Conform Catalogue of Life specia Alopecosa volubilis nu are subspecii cunoscute.